# Flandre Air
Flandre Air fue una aerolínea regional francesa que tuvo su base en el Aeropuerto de Lille-Lesquin, cerca de Lille.

## Historia
La aerolínea comenzó como aerolínea chárter en 1977. Inició sus servicios regulares en 1985. En octubre de 1997, Flandre Air se convirtió en el cliente de lanzamiento europeo del Embraer ERJ-135. 
En noviembre de 1998, Flandre Air firmó un acuerdo de franquicia con Air Liberté, que entró en vigor en enero de 1999. En octubre de 1999, Proteus Airlines adquirió Flandre Air. 
El 30 de marzo de 2001, Flandre, Proteus y Regional Airlines se fusionaron para formar Régional, que a su vez se fusionó con HOP! en 2013. 

## Flota histórica
La aerolínea Flandre Air operó las siguientes aeronaves:
| Aeronaves                | Total | Introducido | Retirado | Matrículas                                                                                              |
| ------------------------ | ----- | ----------- | -------- | --- |
| Beechcraft 1900          | 13    | 1991        | 2001     | F-GHSE, F-GLNJ, F-GLPK, F-GLND, F-GLNE, F-GLNF, F-GLNH, F-GLNK, F-GLPJ, F-GLPL, F-GMSM, F-GHSI y F-GJTP |
| Beechcraft King Air      | 2     | 1986        | 1991     | F-GEFR y F-GILY                                                                                         |
| Embraer EMB 120 Brasilia | 9     | 1993        | 2001     | F-GMOD, F-GIVK, F-GGTD, F-GLRG, F-GHIB, F-GHEY, F-GJAK, F-GIYH y F-GIYI                                 |
| Piper PA-31 Navajo       | 1     | 1980        | 1983     | F-BUUB                                                                                                  |